# Ukrainsk arkitektur

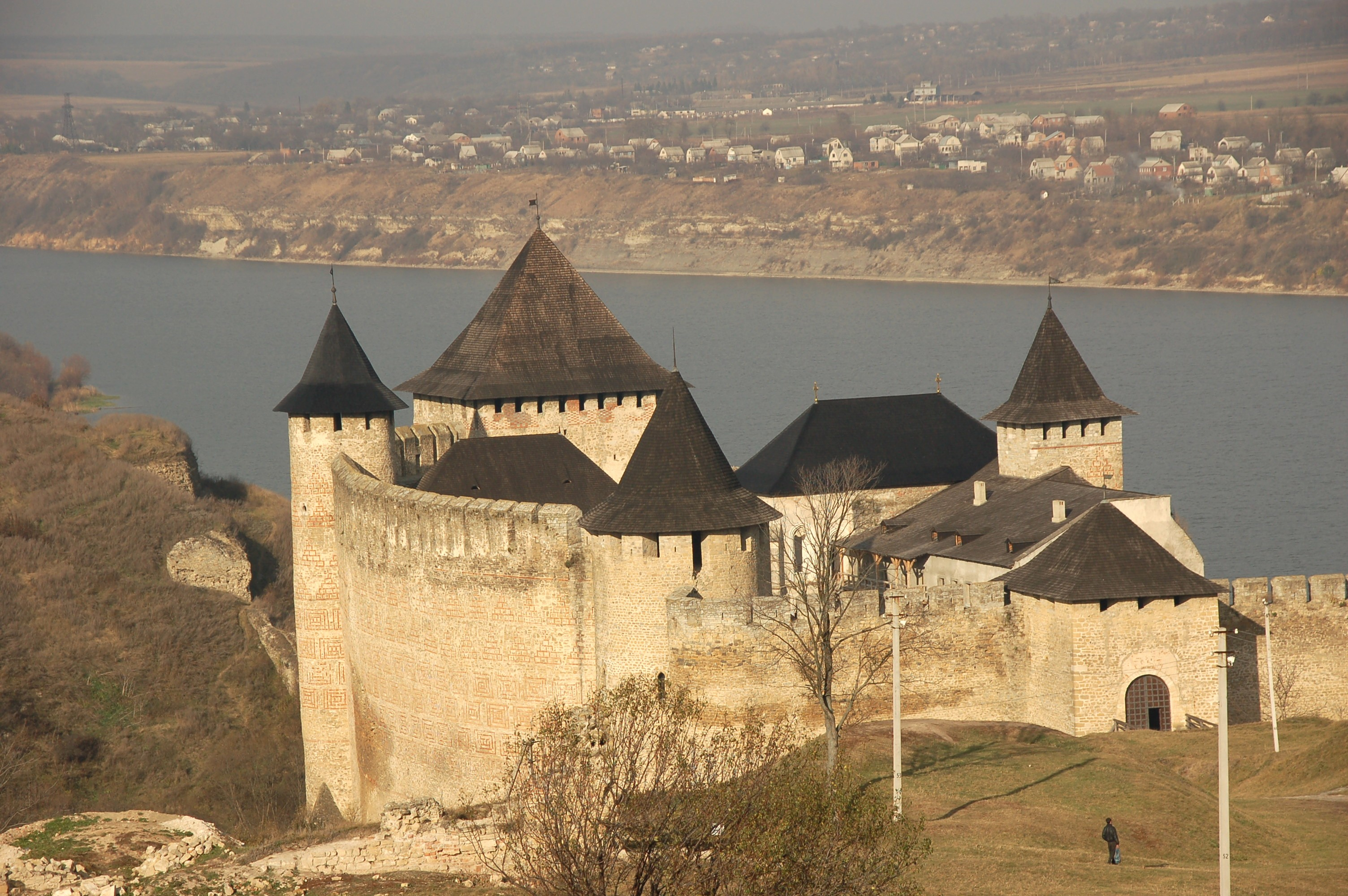
Chotinborgen, 1400 e.Kr., byggd på samma plats som Kyivriket låg på 800 e.Kr. (1899).

Ukrainas geografiska läge som gränsland har påverkat Ukrainsk arkitektur. Kiev kom, som en följd av sin maktställning och närhet till Bysantinska riket under 1000-talet utveckla en karakteristisk rysk kyrkoarkitektur. Ett storslaget exempel är Sofiakatedralen. Polen och Litauen gav inspiration till medeltida borgar, timrade kyrkor och städernas bostadshus i nyrenässans. Inspiration hämtades också från Ryssland, då exempelvis nyklassicismen vilket gett särdrag som loftgångshus kring gårdar längst i söder. Den dåvarande huvudstaden Charkov blev under den första sovjettiden ett centrum för modernismen. Exempelvis uppfördes då ett nytt monumentalt runt torg samt den nya  stadsdelen Nya Charkov belägen vid traktorfabriken.

## Förhistorisk period

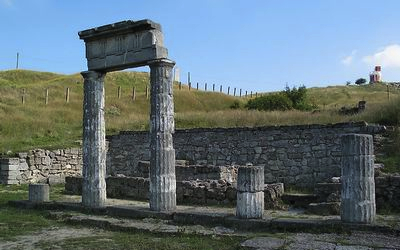
Pantikapaions ruiner

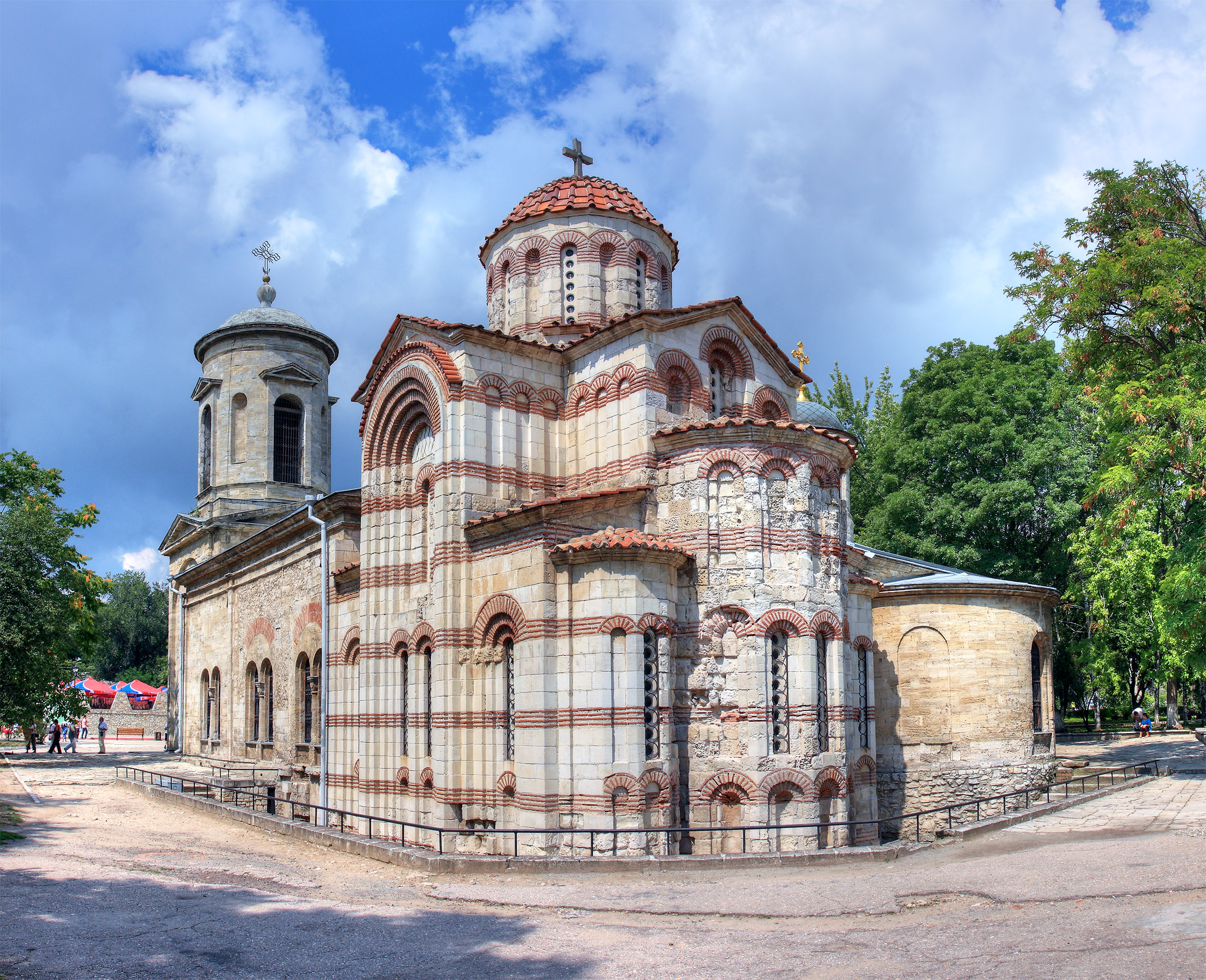
S:t Johannes kyrka i Kertj, 900-talet e.Kr.

De arkitektoniska byggnaderna i Ukraina sträcker sig tillbaka till den paleolitiska perioden. I slutet av den neolitiska perioden (5000-2500 f.Kr.) utvecklades Trypilljakulturen bland stammarna som levde på västsidan om Dnepr i Ukraina. Redan på 1000-talet f.Kr. uppstod grekiska kolonier (t.ex. Olbia, Feodosija, Chersonesos Taurika, Pantikapaion) på kusten av Svarta havet. Byggnaderna i dessa bosättningar uppfördes i grekisk stil och berikades av kilformade stenvalv, som var okända i själva Grekland. 
På 600-300-talen f.Kr. byggdes flera befästa bosättningar av skytiska folkstammar. Ruinerna av skytiska huvudstaden, Neapolis, nära Simferopil, är väl bevarad till våra dagar. 
När kristen religiös arkitektur utvecklades till stenbyggnad, baserades den på det grekiska korsets form, den främsta formen av bysantinsk kyrkoarkitektur, som utvecklades på ruinerna av de grekiska kolonierna. Utgrävningar har också avslöjat golvplaner av rotundor och fästningar i form av basilikor av romersk typ, såsom Kharaks fästning.

## Ukrainsk stil

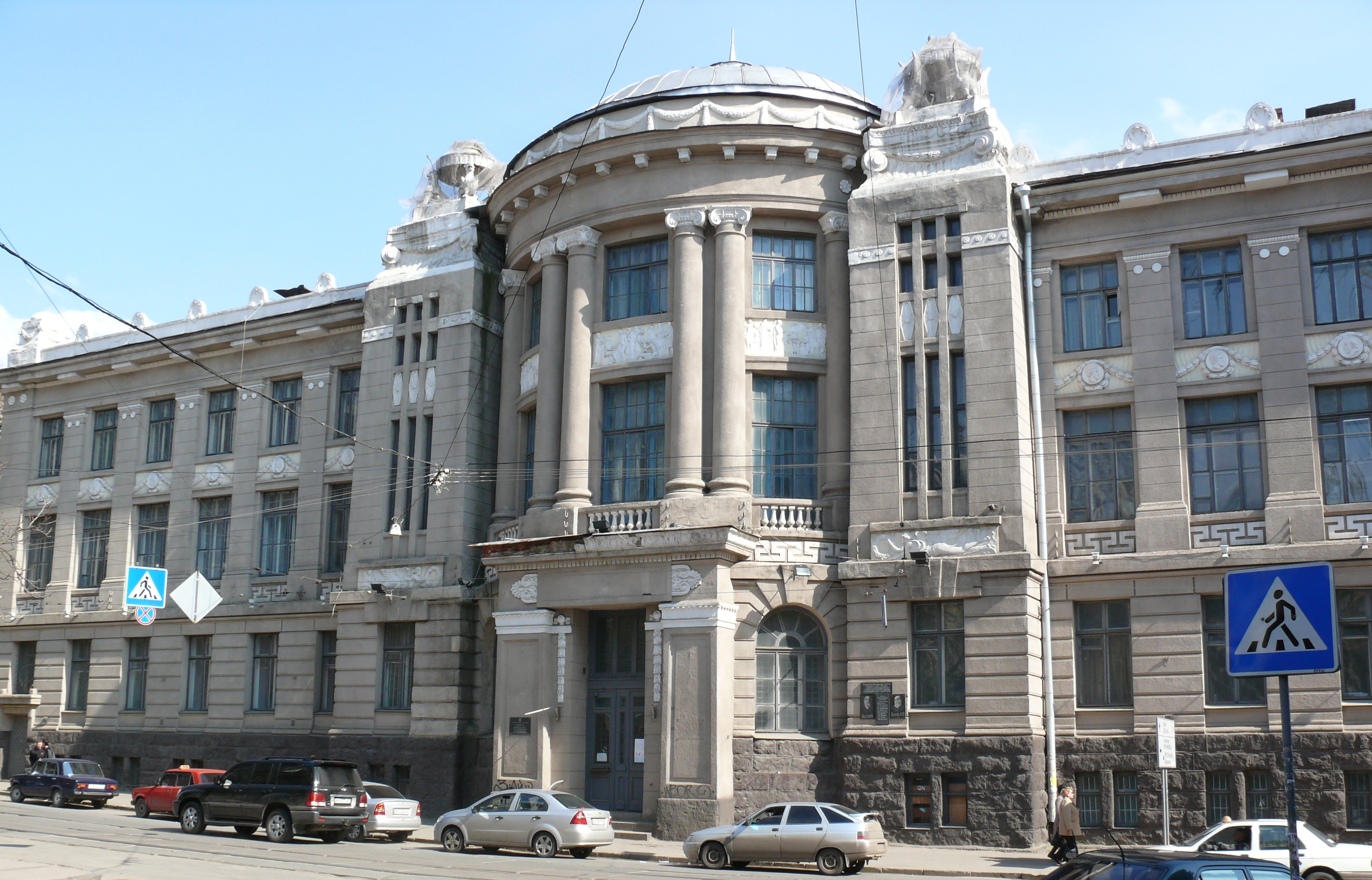
Medicinska institutet i Charkiv, 1913

I början av 1900-talet, allt eftersom den ukrainsk-nationella rörelsen växte i styrka, sökte konstnärer återuppliva den ukrainska stilen. Vasyl Krychevsky blev pionjär och mästare i denna trend. Hans första framgångsrika arbete i denna stil blev Poltava gubernia zemstvo byggnad (1905-9), senare Poltavas museum för historia och regionala studier. Den gav upphov till många imitationer och variationer. Bland de förrevolutionära, arkitektoniska experimenten märks Pedagogiska museet (1911-1913, av Pavlo Aloshyn), nu Lärarnas hus, stadsbiblioteket (1914-1929, av Vasyl Osmak), nu Ukrainas Nationalbibliotek och tsarens palats i Livadija på Krim (1910-1911, av N. Krasnov). År 1918 inrättades Ukrainska Arkitektur Institutet och Sällskapet Ukrainska Arkitekter i Kiev genom initiativ av ukrainska arkitekter: Dmytro Diachenko, Vasyl Krychevsky, Vladimir Sichynsky, Mikhail Kravchuk, och Oleksandr Verbytsky. Ukrainska arkitekter använde barocka motiv och träinslag från folkarkitekturen för att skapa en ny syntes. Det har byggts många konstruktioner i den nya stilen. Under 1920 och 1930 P.Holovchenko, K.Kunytsia, Petro Yurchenko och andra fortsatte att utveckla nya nationella stilen och formgav arbetarnas bosättningar, kollektiv-gården, klubbar, etc. Många av dem anklagades senare för propagerande av en "nationalistisk stil" och förföljdes.